# 鶴見緑地北車庫
鶴見緑地北車庫（つるみりょくちきたしゃこ）は、大阪府大阪市鶴見区緑3丁目5に所在する、大阪市高速電気軌道の車庫（車両基地）である。

## 概要
当車庫は鶴見緑地北西の地下にある、大阪市高速電気軌道今里筋線の車庫であり、今里筋線の車両を留置、軽検査を行う。地上部には搬入設備と職員の入口を除いて何もない。Osaka Metroの車両基地としては比較的小規模である。
大阪市交通局の民営化に伴い、2018年4月1日に大阪市高速電気軌道へ譲渡されている。

## 扱う車両
当車庫では今里筋線用80系車両（8531Fを除く16編成64両）の留置と簡単な検査を行う。重検査は後述の連絡線を利用して長堀鶴見緑地線の鶴見検車場で行う。

## 出入庫線
当車庫の出入庫線は清水駅から分岐しており、スムーズに出入庫が行えるようになっている。今里筋線に乗り先頭車両から前面の車窓を眺めると清水駅付近で入出庫線を確認することができる。また留置されている車両も一部見られる。
入出庫線の建設に関しては今里筋線本線同様、急曲線シールドトンネルの施工が行われており、2005年（平成17年）度に土木学会関西支部より技術賞を受賞している。また、土木学会関西支部創立80周年記念行事においても、市民の土木賞として特別賞を受賞している。

## 連絡線
当車庫の構内からは鶴見緑地の地下を通り長堀鶴見緑地線鶴見検車場へ繋がる連絡線があり、車両基地内どうしを直接繋ぎ、かつ施設を共用している。